# 城市蔓延

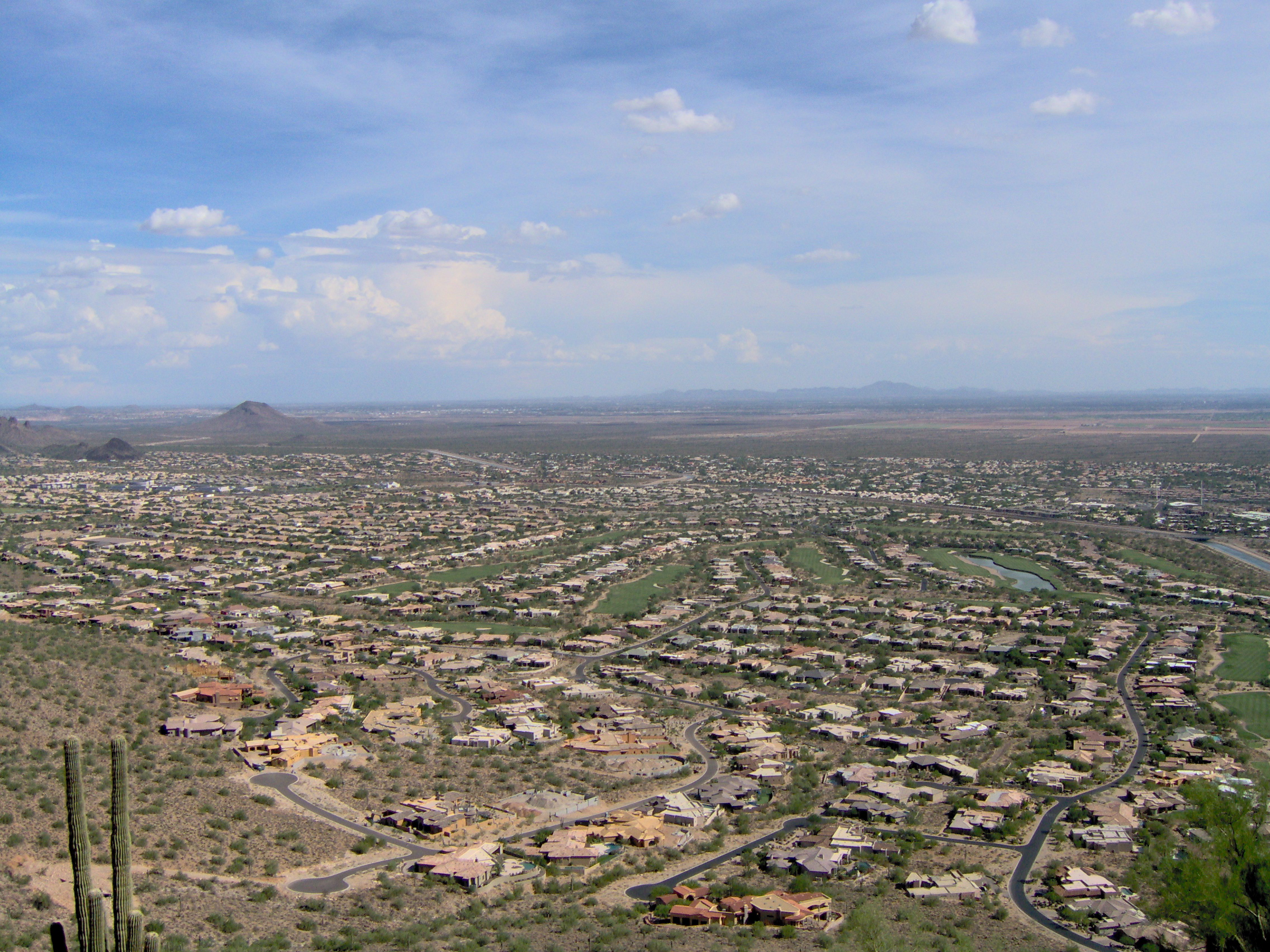
鳳凰城都會區郊區鳥瞰

城市蔓延，或稱郊區蔓延（suburban sprawl），俗称摊大饼，是指郊区城市化過程中，都市人口大幅向外發展，侵佔都市邊緣的鄉郊地區並形成低密度、單功能，且通常依賴小汽車的社區。除了描述特定的城市化过程的模式外，该术语也常常涉及其社会和环境上的后果。歐洲大陸常用“边缘城市化”一词来表示类似的过程，而歐洲環境署仍使用术语“城市蔓延”（urban sprawl）。关于何為蔓延以及如何量化蔓延存在广泛分歧，例如一些评论员只用每英亩的居住单位数来度量蔓延，但也有人认为蔓延与非中心化（没有明显的中心，人口分散）、不连续性（蛙跳式发展，如下定义）和功能分离等有关。
“城市蔓延”一词常常是政治化的、在负面含义的情境下使用，批评者认为城市蔓延的土地利用效率低落，造成环境退化、加剧空间分异，並破坏现有城市地区的活力。因此很少人会公开支持城市蔓延，而该词亦已成为呼吁对城市增长实施管理的口号。

## 定义

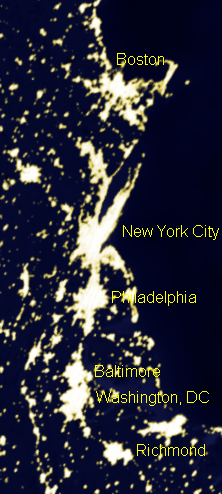
該圖顯示了美國波士頓-華盛頓城市帶表現出的的城市蔓延，其遠郊也燈火通明

城市蔓延的定義各不相同，相關領域的研究人員承認該術語有失準確。Batty等人將蔓延定義為「不協調的增長：無視後果的社區擴張，簡而言之，無計劃、漸進的城市增長，通常被認為是不可持續的。」Bhatta等人在2010年寫道，雖然對蔓延的確切定義存在爭議，但人們「普遍認為，城市蔓延的特點是無計劃和不均衡的增長模式，這是由多種過程驅動的，並導致了資源利用效率低下。」
Reid Ewing表明，蔓延是一種城市發展模式，通常具有至少一個以下特徵：低密度或單功能開發、條帶開發、分散開發和/或蛙跳式開發（建成區域穿插著空地）。他認為，指標法比羅列特徵更能夠識別蔓延，更靈活而不隨意。他建議使用“可達性（accessibility）”和“功能性開放空間（functional open space）”作為指標。由於預設了蔓延是由負面特徵定義的，Ewing的方法受到了批評。
何為蔓延可能被認為是程度問題，並且在該術語的許多定義下總是有些主觀。Ewing還認為，郊區發展本身並不構成蔓延，是否為蔓延取決於它所採取的形式，而Gordon和Richardson認為該術語有時與郊區化同義，且帶貶義。
例如，儘管人們普遍認為洛杉磯都會區是一個蔓延的城市，但它卻是美國最高密度的都會區，比紐約大都會區和舊金山灣區更密集。實質上，洛杉磯都會區的大部分都是以均勻的中低密度開發建設的，使得整個區域的平均密度更高。相比之下，紐約、舊金山和芝加哥等城市擁有極其緊湊、高密度的核心，但卻被極低密度的大面積地區所包圍。
國際上的蔓延案例常使人們對該術語的定義以及甚麼條件下城市增長會被視為蔓延產生疑問。儘管大墨西哥城、德里國家首都轄區和北京等大都市地區相對更密集，也有混合功能，但往往也被認為是蔓延的。

## 特徵
儘管人們對蔓延的定義缺乏共識，多數定義都會將蔓延與以下特徵關聯起來。

### 單功能開發

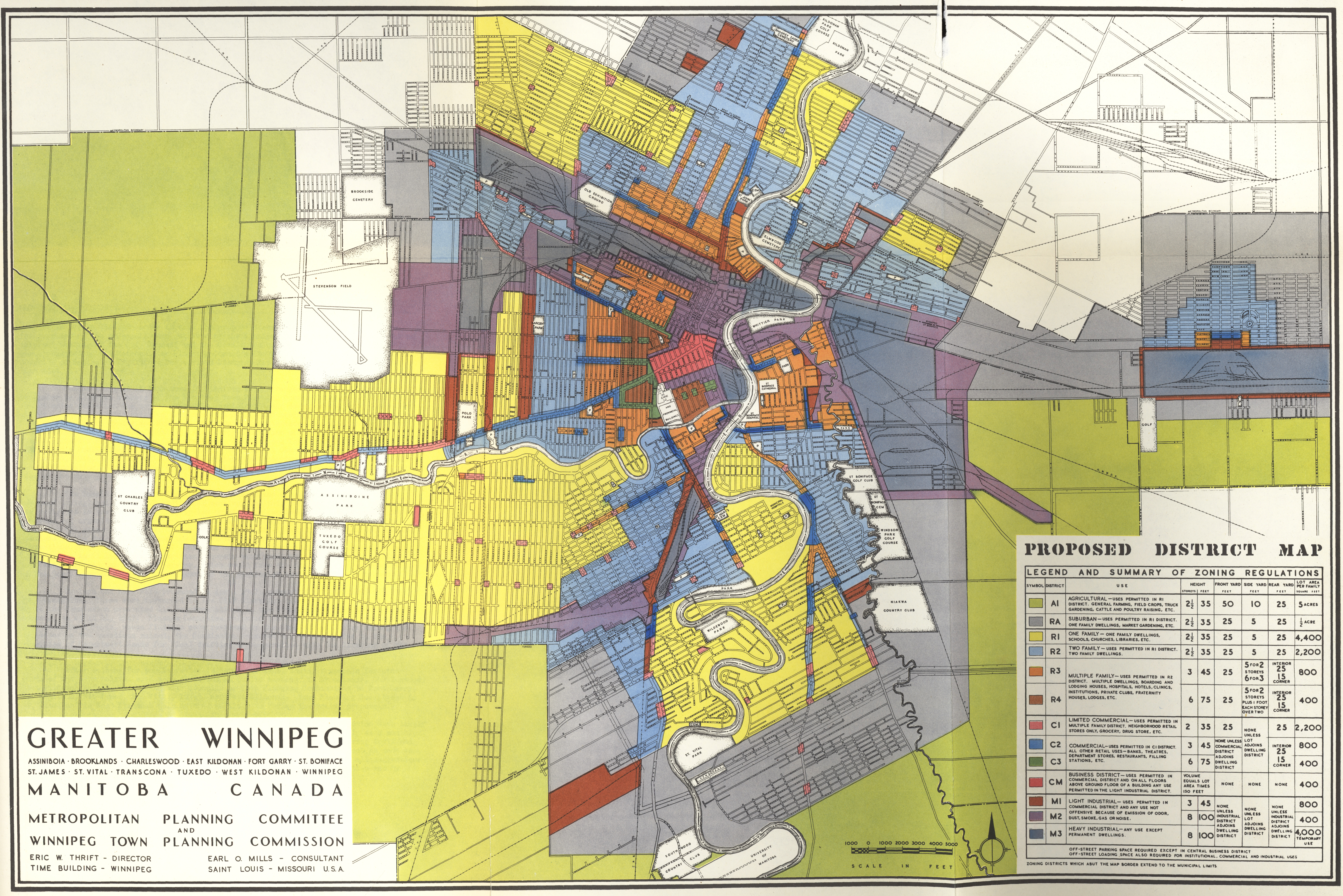
單功能區劃一例（大温尼伯地區地圖，1947）

單功能開發是指商業、住宅、公共機構和工業區相互分離的情況。大片土地專用於單一用途，並被開放空間、基礎設施或其他屏障相互隔離。其結果是，人們居住、工作、購物和休閒的地方相隔甚遠，以致於步行、公共交通和騎行都變得不可能，因此這些活動通常都需要汽車。不同土地用途的混合程度通常被用作研究該主題的蔓延指標。
根據這一標準，中國的城市化可以稱作是「高密度蔓延」，這一看似自相矛盾的說法是新都市主義學者彼得·卡尔索普提出的。他解釋說，儘管中國普遍採用高層住宅的模式，但中國的超級小區（巨大的住宅街區）在很大程度上是單功能的，被寬闊的幹路圍繞，這使城市的不同功能被相互分離，形成了對行人不友好的環境。

### 職位蔓延和空間錯配

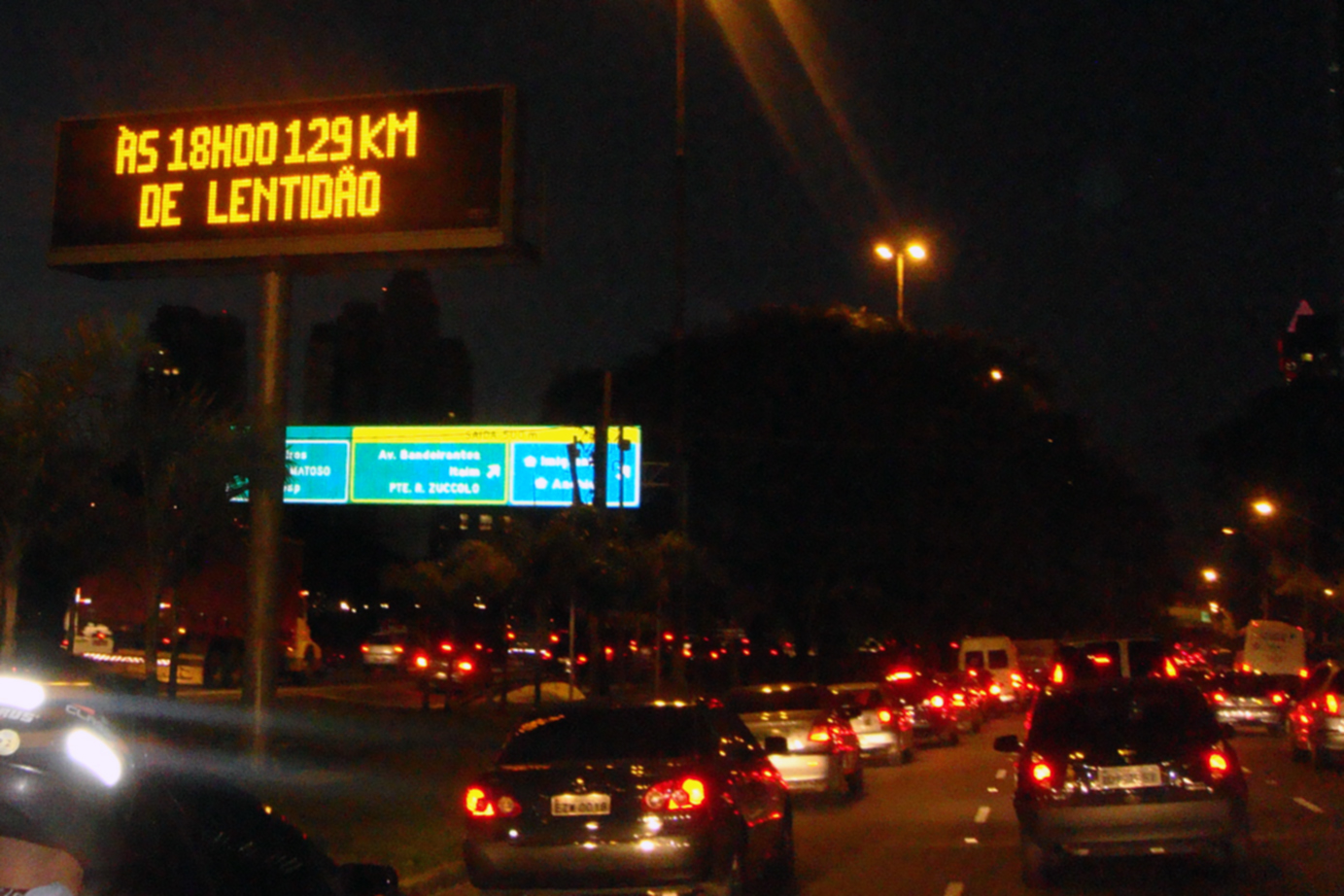
蔓延的巴西聖保羅城市中的交通堵塞。根據《時代雜誌》，聖保羅的交通擁堵為世界最嚴重。

職位蔓延（job sprawl）是城市蔓延和依賴汽車的社區的另一種土地利用上的表現。其定義為低密度、地理上分散的就業模式，其中一個都市圈內的大多數工作都位於主要城市的中央商务区（CBD）以外，並且越來越多地分佈於郊區。這通常是城市投資減少的結果，許多美國郊區主要依賴汽車的通勤模式使得就業地實現了地理自由；同時，許多公司也希望選址在通常成本更低且容易擴建的低密度地區。空間錯配與職位蔓延和經濟環境正義密切相關。空間錯配是指由於職位蔓延和交通選擇的不足以形成往郊區的反向通勤，使貧困的城市居民（主要是少數族裔）難以獲得入門級工作。
現有研究已用各種方式記錄並計量了職位蔓延。結果顯示，在美國大都市地區，職位蔓延的趨勢越來越明顯。布鲁金斯学会發表了多篇有關該主題的文章。2005年，作者迈克尔·斯托尔將職位蔓延中的職位簡單地定義為距CBD半徑5英里（8.0公里）以上的工作崗位，並根據2000年美國人口普查數據對這一概念進行了度量。其他一些研究更詳細地在圍繞CBD劃分圈層來衡量這一概念，其中包括爱德华·格莱泽在2001年發表的一篇論文和Elizabeth Kneebone在2009年發表的論文，這些文章表明，蔓延的城市的周邊地區正在獲得就業崗位，而靠近CBD的地區正在失去就業崗位。兩位作者在CBD周圍35英里（56公里）的半徑內劃分了3個地理圈層：3英里（4.8公里）或更短、3到10英里（16公里）和10到35英里（56公里）。Kneebone的研究顯示，2006年全國最大的都市圈在全國範圍內的明細如下：位於內圈的工作佔21.3%，位於3-10英里環的工作佔33.6%，而位於10-35英里環的工作佔45.1%。與之相比，1998年的數值分別為23.3%、34.2%和42.5%。研究表明，CBD的就業佔比正在萎縮，職位增長集中在大都市圈的郊區和遠郊。

### 低密度

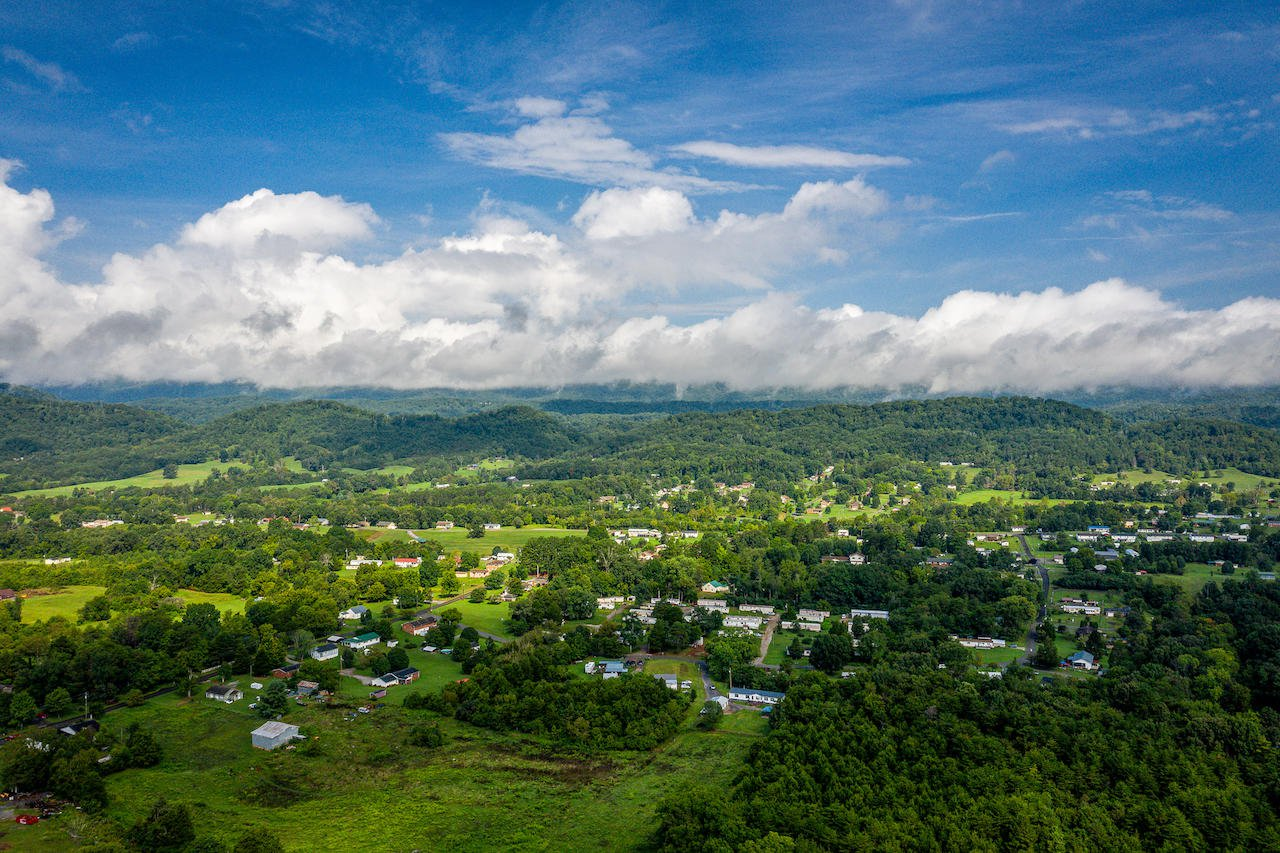
美國田纳西州大型农场之间的遠郊社区內的低密度住宅

城市蔓延常被描述为低密度开发。“低密度”的确切定义有争议，但常见模式是大片土地上的独栋别墅。其中建筑物通常楼层较少，间隔较远，由草坪、景观、道路或停車場隔开。对低密度的具体衡量与文化有关；例如，在美国，每英亩2-4间房子可能被认为是低密度的，而在英国，8-12间房子仍然被认为是低密度的。因为美國更多使用汽车，需要规划更多土地作为停车场。低密度开发对许多社区的影响是，建成区或“城市化”的土地面积增长速度快于人口的增长速度。
总体密度往往会因“蛙跳式发展”而降低。“蛙跳式”指的是住宅小区之间的空间关系（或没有关系）：这些开发项目通常被大片的绿化带（即大面积未开发的土地）分隔开，其平均密度甚至远远低于局部测量的低密度項目。这在北美是20-21世纪出现的，其成因是开发商要提供小区的基础设施作为开发条件这一惯例。通常情况下，开发商必须留出一定比例的开发用地供公众使用，包括道路、公园和学校。过去，地方政府建好了所有街道，城镇在扩张时不会断续，因此形成连贯的交通系统，这是因为政府有徵收地产的权力。而私人开发商通常没有这样的权力（尽管他们有时能找到愿意合作的地方政府），而且往往选择他们能开工时恰好正在出售的地块，而不是继续等待更合适的地块。
有研究认为，宗教的居住（和生死）观念可能促进了低密度开发，进而促进了城市蔓延。

### 農用地轉化為城市用地
蔓延占用的土地通常是紧挨着城市的肥沃的农业用地；现代的城市蔓延已消耗了大量的高产农田、森林、荒漠等其他郊野地区。在美国，地产的卖方可以利用同类财产交换免征资本利得税的税收优惠政策来節稅，即用出售的所得在其它地方购买农地，该交易就会被视为“互换”或同类资产的交易，无需缴税。城市蔓延因此得到了美国税制的隐性补贴。在中国，农用地被超前地转为城市用地，导致原农用地空置以预留给未来的发展，最终导致城市蔓延。

### 住宅小区

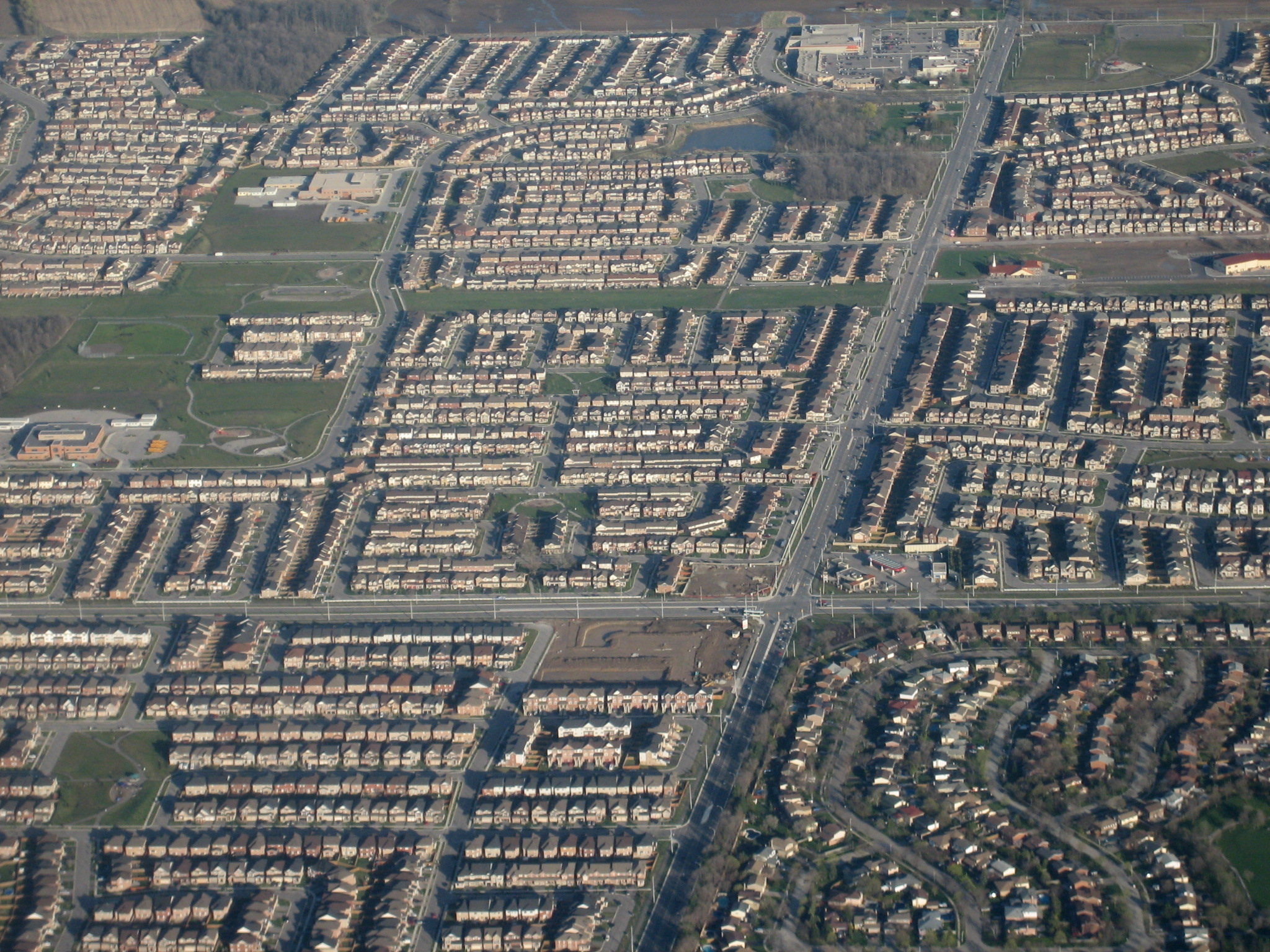
加拿大安大略省米尔顿的蔓延。照片显示的是典型的加拿大遠郊开发模式，不过近来业界正在尝试减少这种模式的使用。

住宅小区（在美国称为）是完全由新建住宅组成的大片用地。新都市主義建筑公司Duany Plater-Zyberk & Company称，住宅小区“有时被开发商称为村庄、城镇和邻里，这是一种误导，因为这些术语原本指的并不是纯居住功能的地方。”
在北美，住宅小区通常都有很多弯路和死路。这些小区可能只提供少数几个出入口，导致无论多短距离的出行，都不得不涌入郊区系统的干路。在中国，虽然住宅区密度较大，但长期以来遵循的“通而不畅，顺而不穿”的居住区道路设计原则也导致了类似的情况。

### 草坪
蔓延意味着能以更低的成本获得更多的土地，因此房主有更多的土地可供支配。二战后，住宅草坪的开发在郊区变得常见，尤其是在北美，但并不仅限于北美。20世纪初，乡村俱乐部和高尔夫球场的出现象征着美国草坪文化的兴起。现今草坪在美式郊区占了相当大比例的土地，極大促成了城市的蔓延。

### 大型商場
在城市蔓延的地區，商業通常與其他用途分開。在美國和加拿大，購物中心通常採用條帶狀（strip mall）的形式，指的是共用一個停車場的建築群，通常建在商業性的大容量道路旁。在英國，類似的開發模式被稱為「購物公園」（retail park）。主要由大盒子商店或品類殺手（category killer）組成的大型購物中心在美國有時被稱為「大型購物中心」。這些項目往往密度很低；建築是單層的，有足夠的停車空間和裝卸貨車輛的通道。這一特點反映在寬敞的停車場和人行道的景觀，以及醒目的零售設施標誌。一些條帶狀購物中心正在轉型為生活時尚中心，對公共區域和設施（廣場、咖啡館）進行投資，並將租賃店鋪的經營範圍從日用品轉為休閒購物。

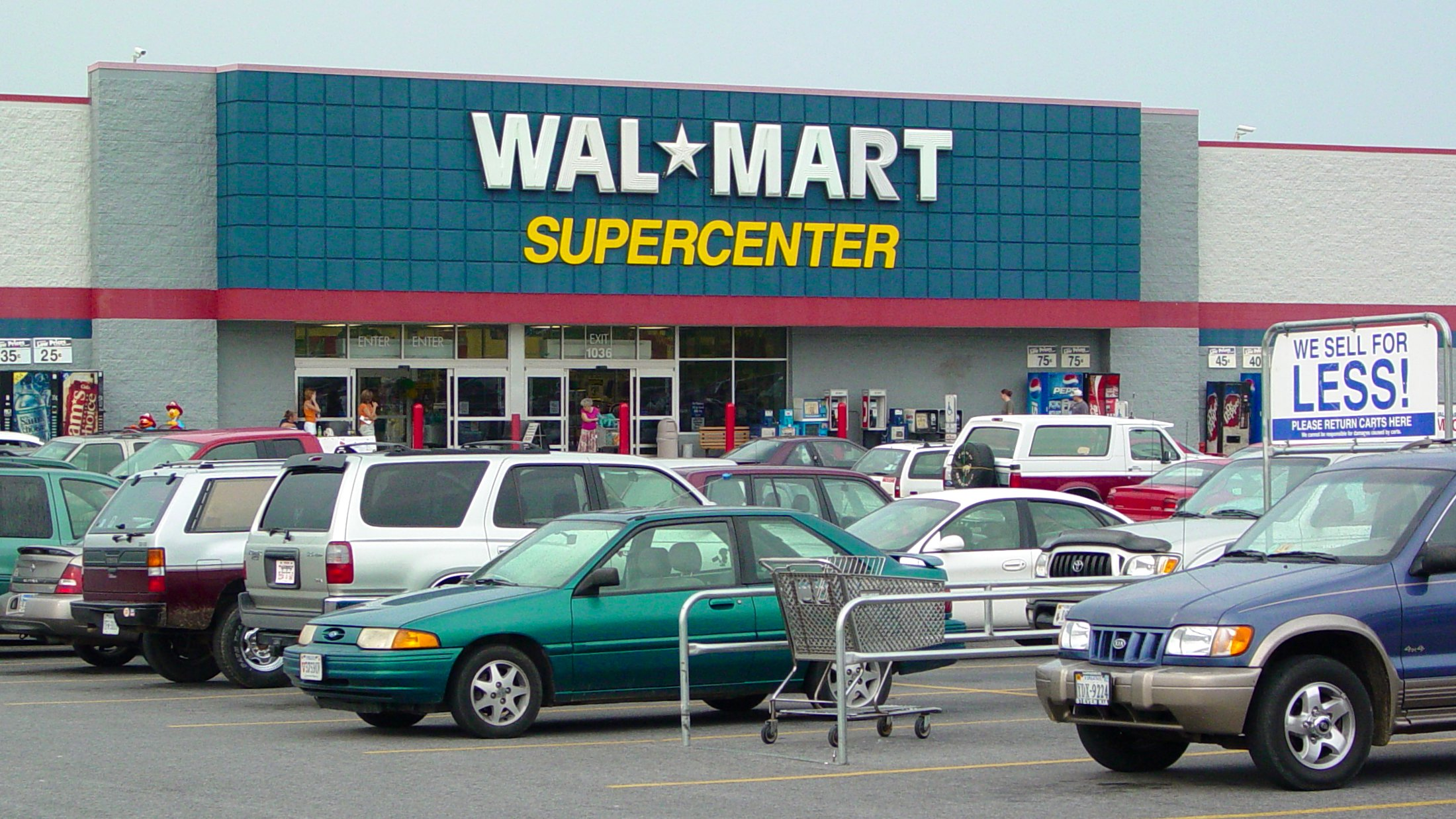
弗吉尼亚州卢瑞 (弗吉尼亚州)的沃尔玛超级中心

在城市蔓延的地區，大型購物中心（shopping mall）是另一種常見零售發展形式。與條帶狀購物中心不同，它通常為單體建築，周圍是停車場，內有多個商店，通常由一個或多個百貨公司「錨定」（Gruen和Smith，1960）。其功能和大小也不同於條帶狀商場，營業範圍幾乎完全聚焦於休閒購物，而非日用品。大型購物中心也傾向於服務更廣闊的地區的消費者，需要更高水平的基礎設施，如較好的公路可達性、超過一百萬平方英尺（約100000 m²）的用地。大型購物中心往往對附近城市市中心的購物場所不利，因為大型購物中心是市中心的替代品（Crawford，1992）。一些市中心已經透過自建購物中心來應對這一挑戰（Frieden和Sagelyn，1989）。
在北美，若投資者預計當地的人口會增長，交通將更繁忙，就會早早地在地產價格尚低的地區建立快餐連鎖店，這樣能為未來的發展樹立一個標竿。埃里克·施洛瑟在他的《快餐国家》一書中指出，快餐連鎖店加速了郊區的擴張，並以其廣闊的停車場、浮華的招牌和塑料建築為其定下了基調。Duany Plater Zyberk & Company認為，這強化了一種破壞性的增長模式，人們無休止地試圖擺脫無序蔓延，結果卻導致了更嚴重的無序蔓延。

## 不良後果

### 環境
城市蔓延与一些负面的环境后果有关。

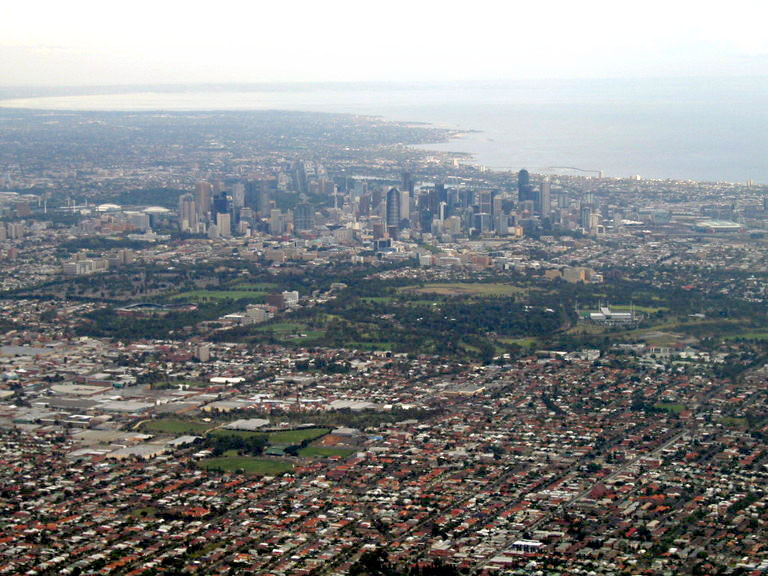
墨尔本的蔓延

与扩张有关的主要环境问题之一是土地流失、棲息地破壞以及由此導致的生物多樣性降低。Czech等人的一項研究发现，城市化使更多物種陷入瀕危，其中在北美，城市化比其他任何人類活動的分佈都要廣泛。城市蔓延會破壞本土动植物，并引入入侵物种。尽管可以通过精心维护原生植被、生态演替过程和公众教育来减轻这种影响，但蔓延仍是生物多样性面临的主要威胁之一。
由于无序的城市蔓延和巨型都市（如印度加尔各答）的興起，高出生率和移民的地区因此面临着环境问题。
相關問題還包括：
- 由于增加了道路和停车场的硬化地表造成的城市內澇（見城市径流）[36]
- 熱島效應導致的温度升高，使老年人口死亡风险显著增加[來源請求]

与此同时，这些城市以及美国、西欧和日本几乎所有未与新发展区融合的城市市区，都发生了与之相关的家庭规模下降的现象，尤其是在美国，“白人群飞”导致人口持续流失。近年来，越来越多的人重新对城市生活产生兴趣，因此这一趋势有所缓解。
由于蔓延的郊区会比城市社区占用更大的面积，人均占用的农田和野生动物栖息地也因此更多。郊区的森林植被遭砍伐，并被硬化地表（混凝土和沥青）覆盖，导致地下水含水层吸收降雨的效率降低。城市蔓延还会加剧了水污染，雨水会冲走来自停车场和道路的汽油、机油、重金属和其他污染物，并将其带入地表径流，威胁供水的水质和水量。
Gordon和Richardson认为，由于农业生产效率的提高，农业用地转为城市用地并不是问题；他们认为，尽管城市土地在扩张，但农业总产量仍足以满足全球粮食需求。

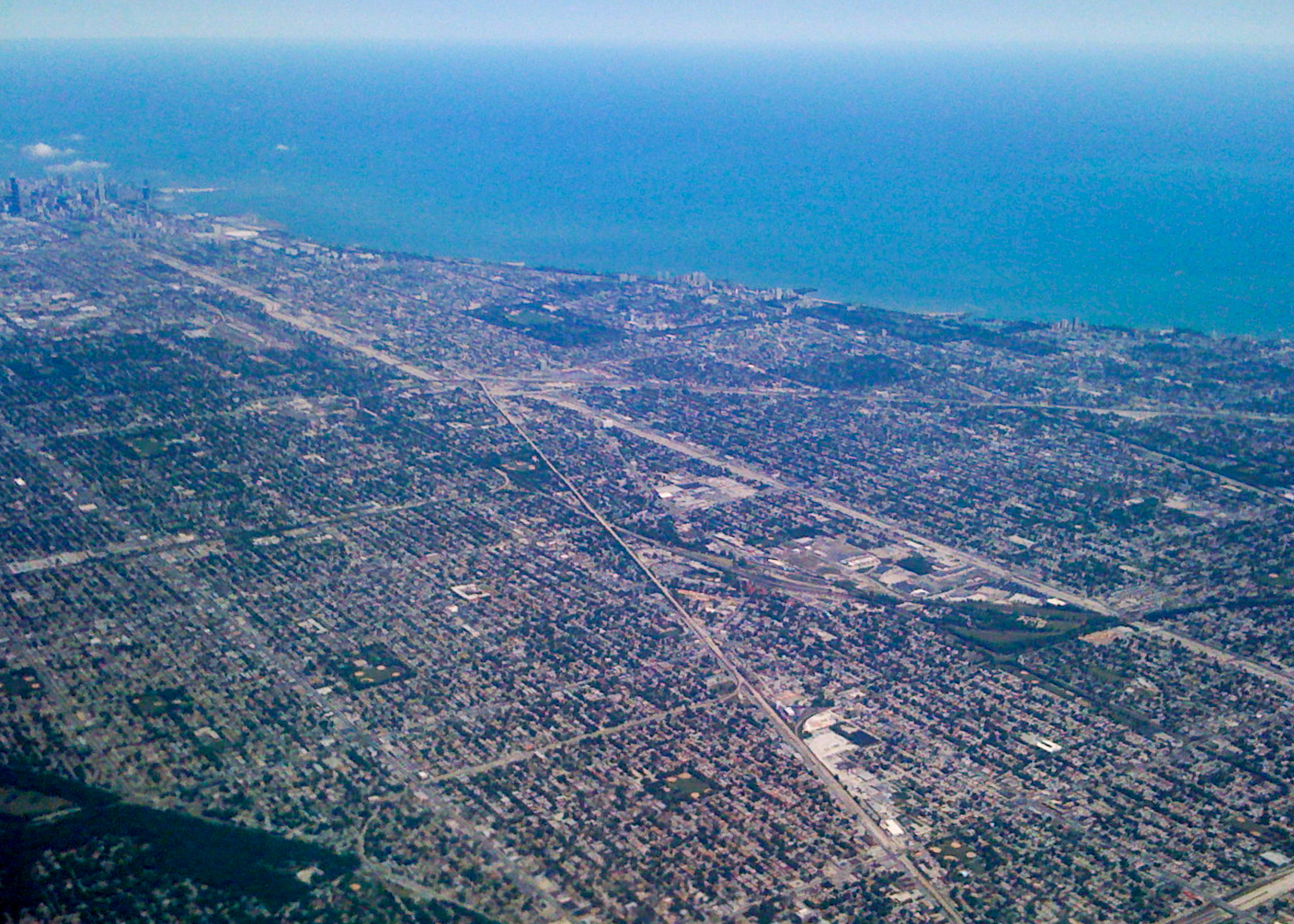
芝加哥大都市區

### 健康
城市蔓延导致汽車依賴問題更為嚴重，增加了汽车尾气排放，造成空氣污染，对人类健康造成负面影响。此外，增加汽车使用会导致的身体活动减少，也对健康有负面影响。蔓延程度可以在预测慢性疾病和与健康有关的生活品质上有统计学显著性，但不足以预测精神健康障碍。《美国公共卫生杂志》和《美国健康促进杂志》都指出，城市蔓延、肥胖和高血壓之间存在着显著的联系。
在第二次世界大战之后的几年里，拥有汽车的人越来越多，因为市中心受到烟尘和工业烟雾的污染，公共卫生官员认为郊区对健康有益。然而，现代郊区的空气未必比城市社区的空气干净。事实上，空气污染最严重的地方往往是拥挤的高速公路，而郊区居民往往要在路上度过较长时间。平均而言，郊区居民比城市居民产生的人均污染和碳排放更多，因为他们对驾车的依赖程度更高，住房也更大。
城市蔓延也减少了人们骑自行车上下班的机会，而自行车对健康更有益。自行车是城市中心常见的交通方式。许多人选择骑自行车上班，除了通勤以外，也考虑了锻炼的因素。这种一举两得的交通方式比依赖小汽车有益于健康。

### 安全
对汽车的严重依赖增加了整个城市的交通压力，增加了交通事故、行人伤亡和空气污染。交通事故是美国5到24岁人群死亡的主要原因，也是所有年龄段中事相关死亡的主要原因。蔓延程度高的地区的居民，因为经常开车，死于车祸的风险更大。有证据表明，行人在蔓延地区的风险比在人口密集地区的风险更高，尽管这种关系不如车内的司机和乘客那样明晰。
《经济问题杂志》（Journal of Economic Issues）和《州和地方政府评论》（State and Local Government Review）的研究表明，城市蔓延与紧急医疗服务响应和消防部门响应延迟之间存在关联。

### 基礎設施運營維護成本

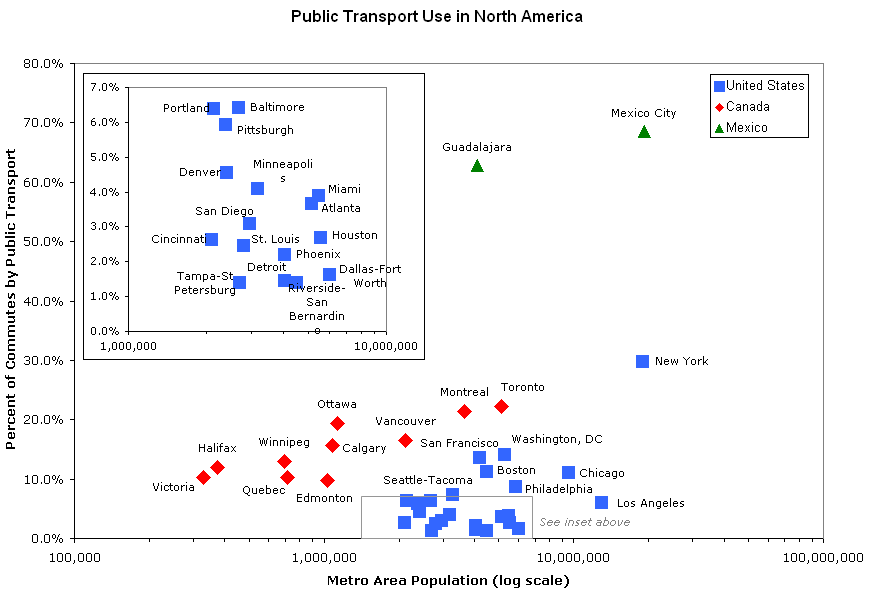
北美的公共交通使用情况

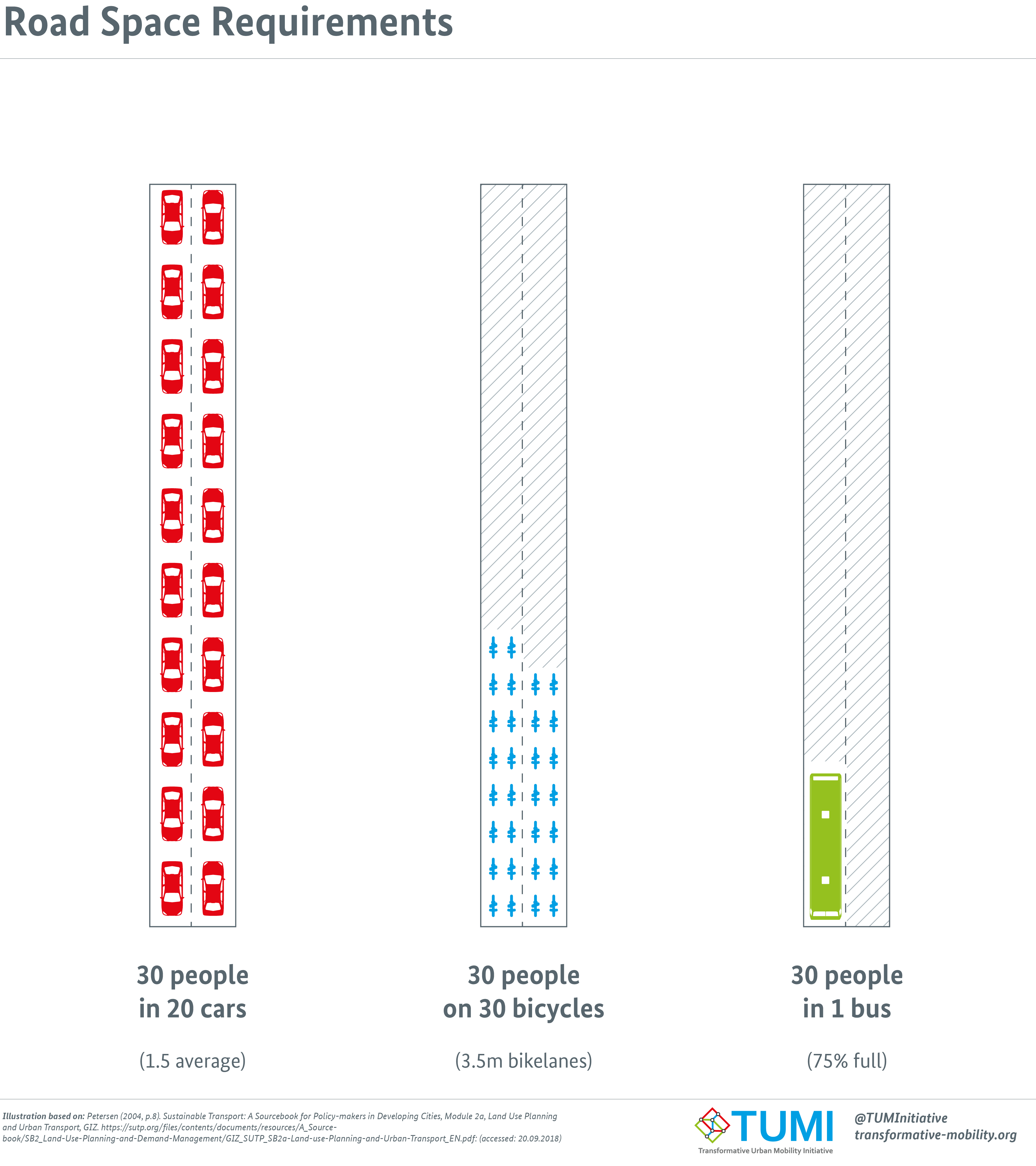
不同交通方式对道路空间需求的对比

一般而言，居住在更大、更分散的空间通常会使公共服务更昂贵。由于驾车变得普遍，公共交通往往变得非常昂贵，城市规划者不得不规划建造高速公路和停车基础设施，这又降低了可获得税收的土地和财政收入，并导致道路周边地区的土地贬值。在人口密度较低的地区，户均的给排水和电力等服务的成本也较高，因为城市蔓延会增加管线长度，其维护成本也更高。
低密度地区居民的交通支出占收入的比例高于高密度地区居民。城市的无序蔓延通常与对汽车的依赖增加有关。2003年，一份英国报纸计算，城市蔓延会导致每年每人仅在汽车上就产生3905英镑的经济损失，这是基于RAC公司的估算数据：在当时的英国，开车汽车的年平均成本约为5000英镑，而铁路（假设一人一年每天都上下班，票价为3英镑）则只需1095英镑。

### 社會
城市蔓延可能是美国社会资本减少的原因之一。紧凑的社区可以促进邻里之间偶然的社交互动，而无序蔓延则会对交互构成阻碍。蔓延发展模式倾向于用私有空间取代公共空间，比如用篱笆围后院。
蔓延的批评者认为，蔓延会导致生活质量降低。Duany和Plater-Zyberk认为，在传统社区，工作场所与零售和餐饮空间相毗邻，后者如咖啡馆和便利店，在白天能够为顾客提供服务，这是城市生活的平衡的重要组成部分。此外，他们指出，工作场所离家近也让人们可以选择步行或骑行上班或上学；如果生活的不同组成部分之间缺乏这种互动，城市模式很快就会崩溃。詹姆斯·霍华德·昆斯特勒认为，郊区环境糟糕的美学令其成为“不值得关注的地方”，他还认为郊区缺乏历史感和身份认同感。
在全球许多地方，城市蔓延都有阶级和种族方面的影响；许多蔓延发展地区的相对同质性可能会导致居住隔离，进而强化阶级和种族的划分。
但另一方面，大量研究表明，人口密度的增加与攻击性的增加有关。有些人认为人口密度增加会助长犯罪和反社会行为。还有人认为，人类作为社会性动物，需要大量的社会空间，否则就会变得焦躁不安和具有攻击性。然而，高密度和社会病态增加之间的关系在很大程度上已遭到质疑。